# Tarja Halonen
Pour les articles homonymes, voir Halonen.
 (mars 2025).
Si vous disposez d'ouvrages ou d'articles de référence ou si vous connaissez des sites web de qualité traitant du thème abordé ici, merci de compléter l'article en donnant les références utiles à sa vérifiabilité et en les liant à la section « Notes et références ».
Tarja Halonen (/ˈtɑrjɑ ˈhɑlonen/), née le 24 décembre 1943 à Helsinki, est une femme d'État finlandaise, présidente de la République du 1er mars 2000 au 1er mars 2012.
Diplômée de droit à l'université d'Helsinki, Tarja Halonen adhéra au Parti social-démocrate (SDP) et travailla comme juriste à l'organisation centrale des syndicats finnois jusqu'en 1979, date à laquelle elle fut élue députée à la Diète nationale.
Halonen fut membre de la Diète durant six mandats, de 1979 à 2000. Elle y représenta la circonscription d'Helsinki, la capitale du pays. De 1977 à 1996, elle fut par ailleurs membre du Conseil municipal d'Helsinki.
C'est en 1999 que Tarja Halonen déclara sa candidature à l'élection présidentielle de 2000, après la décision du président sortant, Martti Ahtisaari, de ne pas solliciter à nouveau les suffrages des Finlandais pour un second mandat. Désignée candidate du Parti social-démocrate, elle est élue présidente de la Finlande le 6 février 2000, au second tour de scrutin, face à l'ancien Premier ministre Esko Aho, alors candidat du Parti du centre. Elle prêta serment le 1er mars 2000, devenant la première femme à occuper cette fonction.
Très populaire depuis son entrée en fonction, Tarja Halonen, qui s'est déclarée candidate, en 2005, à un second mandat présidentiel, fut réélue au second tour de l'élection présidentielle de 2006 face au candidat du Parti de la coalition nationale, l'ancien ministre conservateur Sauli Niinistö. En 2004, au cours d'une émission télévisée diffusée à la télévision finlandaise, et basé sur l'émission de la BBC, 100 Greatest Britons, elle occupa la cinquième place du classement des « plus grands Finlandais ».
En 2009, le magazine Forbes, du fait de sa politique étrangère de soutien aux Droits de l'homme y compris aux droits LGBT (elle était la présidente de SETA de 1980 à 1981) et de sa popularité auprès de ses concitoyens, la classa parmi les plus puissantes femmes du monde.
Ne pouvant, aux termes de la Constitution, briguer un troisième mandat, elle quitte ses fonctions de présidente de la république de Finlande le 1er mars 2012 et transmet le pouvoir à son successeur, Sauli Niinistö, élu un mois plus tôt.

## Biographie

### Jeunesse
Tarja Halonen est née le 24 décembre 1943, dans le district de Kallio, un quartier ouvrier au centre d'Helsinki. Sa mère, Lyyli Elina Loimola, était ensemblière et son père, Vieno Olavi Halonen, travaillait comme soudeur. Les parents de Halonen se marièrent au début de la Seconde Guerre mondiale. Quand leur fille naquit, Vieno Halonen était sur le front et Lyyli Halonen travaillait dans une usine de chaussures. Après la guerre, le couple divorça et en 1950, Lyyli Halonen épousa Thure Forss, un électricien très actif au sein du monde ouvrier.
La mère et le beau-père de Halonen exercèrent une profonde influence sur sa vision du monde. Halonen déclara plus tard que sa mère était une vraie survivante, toujours extrêmement active et qui appréciait les personnes bonnes, honnêtes, modestes et travailleuses. Quand elle entra en politique, Halonen déclara qu'elle respectait aussi ses qualités.
En 1950, elle entama des études à l'école élémentaire de Kallio, poursuivit ses études au lycée de Kallio et termina en 1962. Elle commença des études d'histoire de l'art à l'université d'Helsinki en 1962 mais en 1963, elle opta pour le droit et obtint un master en droit en 1968 avec une spécialisation en droit pénal.
Elle travailla comme juriste dans la société de surveillance de crédit Luotonvalvonta oy en 1967, avant même d'obtenir son diplôme. Après avoir travaillé là quelques années, elle rejoignit l'Union nationale des étudiants universitaires de Finlande en tant que secrétaire aux affaires sociales et secrétaire générale. Son travail à l'Union alimenta son intérêt pour la politique et en 1970, elle obtint un poste à l'organisation centrale des syndicats finlandais et devint ainsi la première femme à travailler comme juriste auprès du syndicat.

### Carrière politique: des syndicats aux ministères

#### Une syndicaliste active
En 1971 elle rejoignit le Parti social-démocrate qui entretenait des relations étroites avec les syndicats pour qui elle travailla de 1970 à 1974.
Au début des années 1970, elle est élue pour représenter l'organisation centrale des syndicats finlandais au sein d'un comité qui appelait à la reconnaissance de la République démocratique allemande. Plus tard elle devint vice-présidente du comité qui faisait pression sur le président de l'époque Urho Kekkonen. Durant les élections présidentielles auxquelles Halonen prit part, cette prise de position fut critiquée par ses rivaux. Turun Sanomat. Elle riposta que ce comité était composé de membres de différents partis politiques, en ce y compris des partis conservateurs. En 1973, la Finlande reconnut la République démocratique allemande et la République fédérale d'Allemagne.

#### Premières élections
En 1974, le Premier ministre Kalevi Sorsa engagea Halonen comme secrétaire parlementaire. Elle fit ainsi plus ample connaissance avec la politique finlandaise. Sa carrière progressa rapidement, du fait qu'elle occupa plusieurs fonctions publiques. Sorsa déclara plus tard qu'il avait voulu une secrétaire parlementaire qui avait des connexions avec les syndicats et possédait des compétences en jurisprudence.
De par son travail au Parlement, Halonen fut encore plus intéressée dans la politique et elle décida de participer aux élections municipales de 1976. Elle fut élue au conseil de la ville d'Helsinki, position qu'elle occupa pendant 5 mandats consécutifs de 1977 à 1996. À côté de cela, en 1979, elle fut élue au parlement de Finlande comme représentante de la région d'Helsinki. Elle remplit cinq mandats complets et le début d'un sixième mandat jusqu'à son inauguration en tant que présidente en 2000. Au parlement, son premier poste formel fut la présidence du comité social (1984 à 1987).

#### Au sein du gouvernement
En 1987, Tarja Halonen fut nommée ministre des Affaires sociales et de la Santé par le Premier ministre Harri Holkeri, une fonction ministérielle qu'elle conserva jusqu'en 1990. De plus, elle occupa la fonction de ministre de la Coopération nordique de 1989 à 1991, parvenant à se faire connaître dans les pays voisins de la Finlande. La même année, elle fut nommée présidente de la Fondation internationale de solidarité (International Solidarity Foundation), un poste qu'elle occupa jusqu'en 2000.
De 1990 à 1991, elle fut ministre de la Justice, et de 1995 jusqu'à son élection à la présidence, en 2000, elle fut ministre des Affaires étrangères dans le gouvernement du social-démocrate Paavo Lipponen. Son influence au sein du gouvernement et de la classe politique est alors grandissante, faisant d'elle l'un des probables successeurs du président Martti Ahtisaari à la fonction présidentielle, dans l'hypothèse dans laquelle celui-ci viendrait à ne pas concourir pour un second mandat.

#### Succession de Martti Ahtisaari
En 1999, le président sortant, Martti Ahtisaari décide de ne pas se représenter pour un second mandat à l'élection présidentielle de l'année suivante. Tarja Halonen annonce sa décision de briguer sa succession, mais doit s'assurer de remporter les primaires du Parti social-démocrate, seul moyen de rassembler le plus grand nombre d'électeurs sur son nom.
En concurrence avec Pertti Paasio, un parlementaire européen et ancien président du parti et Jacob Söderman, qui occupe alors le poste de médiateur européen, la ministre des Affaires étrangères remporte les primaires, avec 7 800 voix sur un total de 12 800 votes.
Candidate surprise, appartenant à l'aile gauche du parti, elle est peu représentative des valeurs traditionnelles en étant mère célibataire, vivant en concubinage et ayant quitté l'Église évangélique-luthérienne de Finlande, la religion nationale. Bien qu'occupant une position peu favorable dans les sondages d'intentions de votes pour l'élection présidentielle, elle obtient 40 % des voix au premier tour de scrutin le 16 janvier 2000, se plaçant devant le candidat du Parti du Centre, l'ancien Premier ministre Esko Aho, qui obtient, quant à lui, 34,4 % des voix.
Au second tour, le 6 février, Halonen, avec 51,6 %, est élue présidente de la république de Finlande, battant ainsi Esko Aho, que plusieurs sondages donnaient pourtant vainqueur.
Le 1er mars, Tarja Halonen commence son premier mandat présidentiel de six ans, en prêtant serment devant les membres de l'Eduskunta, devenant la première femme à occuper cette fonction.

#### Présidence de la République

##### Premier mandat
En 2001, Halonen déclare son inquiétude face à la réaction russe si l'Organisation du traité de l'Atlantique nord (OTAN) accepte la candidature des pays baltes. Ces propos suscitent une réaction de la présidente lettone Vaira Vīķe-Freiberga qui lui demande ce qu'elle veut dire et si elle est activement opposée à l'entrée des pays baltes dans l'OTAN.
Après les élections législatives de 2003, Anneli Jäätteenmäki, chef du Parti du centre, devient la première femme Premier ministre du pays. Le 18 juin suivant, elle doit cependant démissionner quand éclate le scandale de l'Irakgate dans lequel est impliqué le conseiller de Tarja Halonen, Martti Manninen. Une enquête révèle qu'il a fourni à Mme Jäätteenmäki des documents confidentiels utilisés par celle-ci lors de la campagne électorale contre son prédécesseur Paavo Lipponen.
Dans le domaine de la défense, la présidente Halonen s'oppose à l'usage de mines terrestres dans la doctrine militaire finlandaise mais défend les armes à sous-munitions en décidant de ne pas signer la Convention qui empêcherait la Finlande d'utiliser ce type d'armement.

##### Élection présidentielle de 2006
Le 20 mai 2005, au cours d'une conférence de presse depuis la résidence officielle de Mäntyniemi, la présidente Halonen annonce son intention de briguer un deuxième mandat. Officiellement, elle répond à la demande de la délégation du Parti social-démocrate qui lui a rendu visite deux jours plus tôt. Elle reçoit également le soutien de la dirigeante de l'Alliance de gauche Suvi-Anne Siimes.
L'organisation centrale des syndicats finlandais soutient ouvertement sa réélection. Des fonds de cette organisation sont utilisés pour lancer la campagne de la présidente sortante. Dans des brochures, Niinistö, un ancien ministre considéré comme un rival sérieux pour Halonen, est présenté comme « une horreur pour les travailleurs », tandis que Halonen est considérée comme « le rêve du travailleur ». Halonen approuve publiquement ces publications.
Le 19 novembre, le Parti social-démocrate choisit à l'unanimité Halonen comme sa candidate à l'élection présidentielle. Peu après, le conseil de l'Alliance de gauche accorde son soutien officiel à Halonen.
Le 15 janvier 2006, lors du premier tour de scrutin, la présidente sortante obtient 46 % des voix devançant l'ancien ministre Sauli Niinistö, candidat conservateur du Parti de Coalition nationale, deuxième avec 24 %. Ils s'affrontent au second tour le 29 janvier et Halonen est réélue avec 51,8 % des voix. « Il y a six ans, j'étais la première présidente de la Finlande, cette fois, je suis la première présidente réélue », s'exclame la présidente réélue, le soir de sa victoire devant ses partisans,.

##### Second mandat
En septembre 2008, Halonen tient des propos jugés insultants en affirmant que les Estoniens souffrent de « stress post-soviétique ». Le président estonien Toomas Hendrik Ilves répond que : « l'Estonie n'a jamais condamné et ne condamnera jamais la politique étrangère d'un autre pays de l'Union européenne. Elle ne jugera jamais de l'état psychiatrique d'un autre pays ». En 2009, Halonen refuse de s'excuser pour l'attitude de la Finlande lors de l'indépendance de l'Estonie, en 1991.
La Constitution ne permettant pas de briguer un troisième mandat présidentiel successif, Tarja Halonen achève le sien le 1er mars 2012 en assistant à l'investiture de son successeur, Sauli Niinistö, qu'elle avait affronté en 2006.

## Opinions politiques
Dès le début de sa carrière politique, Halonen représente l'extrême gauche du Parti social-démocrate. En 1973, elle s'oppose publiquement au traité de libre-échange de la Communauté économique européenne et signe avec 500 autres sociaux-démocrates ou socialistes éminents une pétition dans ce sens. Comme employée de l'organisation centrale des syndicats finlandais, Halonen prône la reconnaissance de la RDA. Elle demeure fidèle à la politique étrangère de l'ancien président Urho Kekkonen, fondée sur la neutralité finlandaise et les bonnes relations avec l'Union soviétique.
Durant sa carrière politique, Halonen s'est décrite comme partisan de la solidarité internationale et comme une pacifiste modérée, en ce sens qu'elle n'est pas en faveur du désarmement unilatéral. Elle défend vigoureusement le rôle du président en tant que commandant en chef des armées. Elle s'oppose enfin à l'adhésion à l'OTAN. Son opinion ferme sur ces matières influe sur la politique étrangère de la Finlande, et ce en coopération avec son ministre des Affaires étrangères, Erkki Tuomioja.
Halonen marque publiquement son soutien à l'engagement politique de l'organisation centrale des syndicats finlandais.

## Vie privée

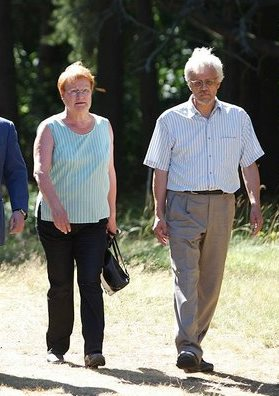
Tarja Halonen et son époux Pentti Arajärvi en 2010.

La présidente Halonen s'intéresse à l'histoire de l'art, au théâtre et à la natation. Depuis 2005, elle a deux chats. Elle sait parler le finnois, le suédois et l'anglais et étudie l'estonien.
De son union avec Kari Pekkonen, dont elle est divorcée, Tarja Halonen est la mère d'une fille, Anna.
Le 26 août 2000, cinq mois après avoir été investie de ses fonctions de présidente de la Finlande, Tarja Halonen épousa Pentti Arajärvi, après une relation de plus de quinze années, lors d'une cérémonie civile organisée dans la résidence présidentielle de Mäntyniemi, dans laquelle le couple présidentiel avait décidé de vivre, préférant cette grande demeure moderne au palais présidentiel. Sa fille Anna et le fils d'Arajärvi furent leurs témoins.
Dans les années 1960, elle abandonna l'Église évangélique-luthérienne de Finlande auxquelles la majorité des Finlandais appartient. Elle voulait ainsi protester contre sa politique de taxation à l'égard de ses membres et sa position contre les prêtres femmes. Aujourd'hui l'église accepte les femmes comme prêtres et Halonen déclara qu'elle n'avait pas de raison de ne pas revenir au sein de l'Église mais s'abstenait de le faire pour ne pas donner un signal qui pourrait être mal interprété.
En 1980 et 1981, Halonen fut présidente du SETA (Seksuaalinen Tasavertaisuus RY, Sexual Equality), la principale organisation finlandaise en faveur des droits LGTB. Quand elle devint ministre de la Justice en 1990, la SETA eut l'espoir qu'elle soutiendrait les droits homosexuels. En 2003, eut lieu un incident très médiatisé : Tony Halme, un parlementaire, insinua que Tarja Halonen était lesbienne. Dans une interview radio, Halme dit qu'il avait grandi « dans les rues » et déclara que « nous avons une présidente lesbienne et je suis parlementaire. Tout semble possible ». Bien que Halme parlait de mobilité sociale, cela fut interprété comme une insulte dans la plupart des médias. Halonen ne fit aucun commentaire. Halme s'excusa plus tard en disant qu'il y avait eu un malentendu.
Selon sa biographie autorisée publiée en 2005, Halonen est très critique envers des membres de la fonction publique gays ou lesbiennes qui ne s'affichent pas en tant que tels et ne font pas campagne pour l'égalité sexuelle. Elle les accuse de profiter des avancées dues au travail d'autres personnes sans y contribuer eux-mêmes.

## Fonctions politiques
- Membre du Parti social-démocrate de Finlande de 1971 à 2000
- Vice-présidente du Comité de reconnaissance de la RDA de 1972 à 1973
- Secrétaire parlementaire du Premier ministre Kalevi Sorsa de 1974 à 1975
- Membre du Conseil municipal d’Helsinki de 1977 à 1996
- Membre de la Diète nationale de Finlande de 1979 à 2000[1]
- Membre du Comité parlementaire des Affaires sociales de 1979 à 1986. Tarja Halonen en occupa la présidence de 1985 à 1986.
- Membre déléguée du Comité parlementaire du Commerce de 1979 à 1982
- Grand électeur présidentiel de 1979 à 1986
- Membre de l’Administration parlementaire de l’Assurance sociale de 1980 à 1984
- Membre déléguée du Comité parlementaire des Affaires étrangères de 1982 à 1986
- Ministre des Affaires sociales et de la Santé de 1987 à 1990[3]
- Ministre de la Coopération nordique de 1989 à 1991
- Ministre de la Justice de 1990 à 1991[3]
- Membre et vice-présidente du Comité parlementaire des Affaires légales de 1991 à 1995
- Membre du Grand comité parlementaire de 1993 à 1995, dont elle occupa la présidence en 1995
- Ministre des Affaires étrangères de 1995 à 2000[3]
- Présidente de la république de Finlande de 2000 à 2012

## Honneurs

### Prix et décorations
- Grande étoile de l’ordre du Mérite  Autriche
- Chevalier grand cordon de l’ordre de Léopold  Belgique
- Grand-croix avec collier de l’ordre de la Croix du Sud  Brésil
- Grand-croix avec collier de l’ordre du Mérite  Chili
- Grand-croix du grand ordre du Roi Tomislav  Slovaquie
- Chevalier de l’ordre de l’Éléphant  Danemark
- Chevalier grand-croix de l’ordre de Dannebrog  Danemark
- Collier de l’ordre de la Croix de Terra Mariana  Estonie
- Collier de l’ordre de l’Étoile blanche  Estonie
- Grand-croix de l’ordre de la Légion d’honneur  France
- Grand-croix de l’ordre du Mérite de la République fédérale, classe spéciale  Allemagne
- Grand-croix de l’ordre du Rédempteur  Grèce
- Grand-croix de l’ordre de l’Honneur  Grèce
- Grand-croix avec collier de l’ordre du Faucon  Islande
- Grand-croix avec collier de l’ordre du Mérite de la République italienne  Italie
- Chevalier grand cordon avec collier de l’ordre du Chrysanthème  Japon
- Grand collier de l'Ordre de l'Aigle d'or  Kazakhstan
- Commandeur grand-croix avec chaîne de l’ordre des Trois Étoiles  Lettonie
- Grand-croix de l’ordre des pionniers du Libéria (en)  Liberia
- Grand-croix avec chaîne de l’ordre de Vytautas le Grand  Lituanie
- Chevalier de l’ordre du Lion d’or de la maison de Nassau  Luxembourg
- Chevalier grand-croix de l’ordre de la maison d’Orange  Pays-Bas
- Chevalier grand-croix avec collier de l’ordre de Saint-Olav  Norvège
- Chevalier grand-croix avec collier de l’ordre du Mérite  Irak
- Grand-croix de l’ordre de l’Aigle blanc  Pologne
- Grand-croix avec collier de l’ordre de l'Infant Dom Henri  Portugal
- Grand-croix avec collier de l’ordre de l’Étoile  Roumanie
- Récipiendaire de la médaille Pouchkine  Russie
- Grand-croix de l’ordre du roi Abdelaziz  Arabie saoudite
- Grand-croix de l’ordre national du Lion du Sénégal  Sénégal
- Grand-croix de l’ordre de la Double Croix Blanche  Slovaquie
- Membre de la Décoration pour mérites exceptionnels  Slovénie
- Chevalier grand-croix avec collier de l’ordre d’Isabelle la Catholique  Espagne
- Membre avec collier de l’ordre des Séraphins  Suède
- Commandeur grand-croix de l’ordre royal de l’Étoile polaire  Suède
- Chevalier grand-croix honoraire de l’ordre du Bain  Royaume-Uni

### Doctorats honoris causa
- Université d'Helsinki, Faculté de philosophie, 2010
- École supérieure de théâtre d'Helsinki, 2009
- Université du Minnesota à Duluth, 2008
- université technologique d'Helsinki, 2008
- Université d'État d'Erevan, 2005
- Université de Tartu, 2004
- Université indienne et caribéenne de Bluefields (es), 2004
- Université de Turku, 2003
- Université Finlandia, 2003
- Académie chinoise de sylviculture, 2002
- Université Loránd Eötvös, 2002
- Université du Kent, 2002
- Université pour femmes Ewha, 2002
- École supérieure de commerce de l'université Aalto, 2001
- Université d'Helsinki, Faculté de droit 2000